# Brian Oliván
Brian Oliván Herrero (Barcellona, 1º aprile 1994) è un calciatore spagnolo, difensore dell'Espanyol.

## Carriera

### Club
Cresciuto nel settore giovanile del Barcellona, il 25 agosto 2013 firma il primo contratto professionistico con il Braga, di durata triennale; collezionata una sola presenza con la seconda squadra, nel successivo mese di gennaio si svincola dal club portoghese e il 22 febbraio 2014 passa al CSKA Sofia. Mai impiegato dai bulgari, il 21 luglio torna in Spagna, legandosi con un annuale al Real Valladolid B. Il 2 luglio 2015 passa da svincolato al Granada B, con cui firma fino al 2018; disputata un'ottima stagione con i Rojiblancos, il 25 agosto 2016 si trasferisce in prestito con diritto di riscatto al Cadice. Il 19 giugno 2017 viene acquistato a titolo definitivo per 500.000 euro, legandosi con un quadriennale al Submarino.

### Nazionale
Ha giocato nelle nazionali giovanili spagnole Under-16 ed Under-17.